# Ida Faye-Hydara
Ida Faye-Hydara (auch: Fye-Hydara; geb. im 20. Jahrhundert) ist eine gambische Frauenrechtlerin.

## Leben
2002 startete Faye-Hydara ein Gemeinschaftsprojekt mit dem Ziel, Gambia unabhängiger von Lebensmittelimporten zu machen.
Von 2003 bis ungefähr zum August 2013 leitete sie das gambische Women’s Bureau und führte verschiedene Projekte zur Stärkung der Frauenrechte sowie der sozialen und ökonomischen Situation von Frauen durch. 2010 wurde sie hierfür mit dem Order of the Republic of The Gambia in der Stufe Member ausgezeichnet.
2017 würdigte der neu gewählte Präsident Adama Barrow ihre langjährige Arbeit und übergab ihr eine Spende von 100.000 Dalasi (rund 1800 Euro) für ihre persönlichen Belange.